# Бові (Аризона)
Бові (англ. Bowie) — переписна місцевість (CDP) в США, в окрузі Кочіс штату Аризона. Населення — 406 осіб (2020).

## Географія
Бові розташоване за координатами 32°19′29″ пн. ш. 109°29′4″ зх. д. / 32.32472° пн. ш. 109.48444° зх. д. (32.324831, -109.484454). За даними Бюро перепису населення США в 2010 році переписна місцевість мала площу 4,39 км², уся площа — суходіл.

### Клімат
| Клімат : Бові           | Клімат : Бові | Клімат : Бові | Клімат : Бові | Клімат : Бові | Клімат : Бові | Клімат : Бові | Клімат : Бові | Клімат : Бові | Клімат : Бові | Клімат : Бові | Клімат : Бові | Клімат : Бові | Клімат : Бові |
| Показник                | Січ.          | Лют.          | Бер.          | Квіт.         | Трав.         | Черв.         | Лип.          | Серп.         | Вер.          | Жовт.         | Лист.         | Груд.         | Рік           |
| Абсолютний максимум, °C | 28,3          | 31,1          | 36,7          | 37,2          | 43,3          | 46,1          | 46,7          | 43,3          | 43,3          | 40,6          | 35,6          | 26,7          | 46,7          |
| Середній максимум, °C   | 16,1          | 18,7          | 22,3          | 26,8          | 31,7          | 36,4          | 36,2          | 34,5          | 32,6          | 27,2          | 20,8          | 15,8          | 26,6          |
| Середній мінімум, °C    | −0,7          | 1,3           | 3,5           | 7,1           | 11,6          | 16,5          | 19,3          | 18,6          | 15,2          | 8,9           | 2,5           | −0,9          | 8,7           |
| Абсолютний мінімум, °C  | −15,6         | −12,8         | −10           | −5,6          | −2,2          | 2,2           | 9,4           | 6,7           | −1,1          | −4,4          | −9,4          | −16,1         | −16,1         |
| Днів з дощем            | 5,4           | 5,1           | 4,2           | 2,0           | 2,5           | 2,7           | 9,3           | 9,2           | 5,3           | 4,9           | 3,4           | 4,8           | 58,8          |
| ----------------------- | ------------- | ------------- | ------------- | ------------- | ------------- | ------------- | ------------- | ------------- | ------------- | ------------- | ------------- | ------------- | ------------- |
| Джерело: NOAA           |               |               |               |               |               |               |               |               |               |               |               |               |               |

## Демографія
Згідно з переписом 2010 року, у переписній місцевості мешкало 449 осіб у 201 домогосподарстві у складі 111 родини. Густота населення становила 102 особи/км². Було 256 помешкань (58/км²).
Расовий склад населення:
| - 83,1 % — білих - 1,6 % — корінних американців - 0,2 % — чорних або афроамериканців - 0,2 % — азіатів - 11,4 % — осіб інших рас |

До двох чи більше рас належало 3,6 %. Частка іспаномовних становила 43,9 % від усіх жителів.
За віковим діапазоном населення розподілялося таким чином: 18,7 % — особи молодші 18 років, 58,4 % — особи у віці 18—64 років, 22,9 % — особи у віці 65 років та старші. Медіана віку мешканця становила 48,1 року. На 100 осіб жіночої статі у переписній місцевості припадало 119,0 чоловіків; на 100 жінок у віці від 18 років та старших — 116,0 чоловіків також старших 18 років.
Середній дохід на одне домашнє господарство становив 35 534 долари США (медіана — 33 438), а середній дохід на одну сім'ю — 43 614 долари (медіана — 47 917). Медіана доходів становила 25 500 доларів для чоловіків та 28 333 долари для жінок. За межею бідності перебувало 21,6 % осіб, у тому числі 0,0 % дітей у віці до 18 років та 19,7 % осіб у віці 65 років та старших.
Цивільне працевлаштоване населення становило 128 осіб. Основні галузі зайнятості: сільське господарство, лісництво, риболовля — 62,5 %, публічна адміністрація — 10,2 %, освіта, охорона здоров'я та соціальна допомога — 8,6 %.